# Église Saint-Michel de Jagodina
Pour les articles homonymes, voir Église Saint-Michel.
L'église Saint-Michel de Jagodina (en serbe cyrillique : Црква Светог Михаила у Јагодини ; en serbe latin : Crkva Svetog Mihaila u Jagodini) est une église orthodoxe serbe située à Jagodina et dans le district de Pomoravlje en Serbie. Elle est inscrite sur la liste des monuments culturels protégés de la république de Serbie (identifiant no SK 267).
L'église est souvent désignée comme la « vieille église » (en serbe : stara crkva).

## Présentation

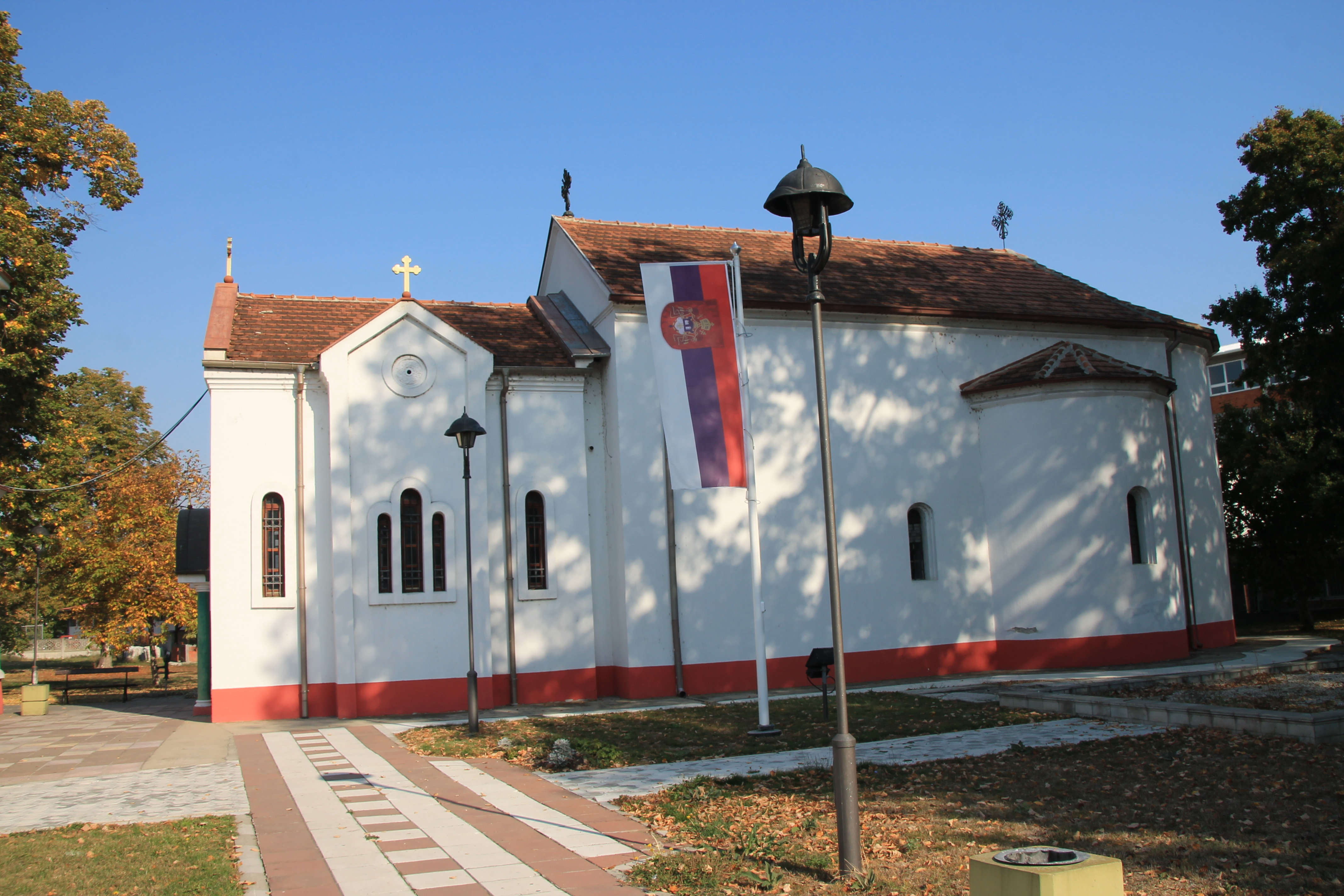
Autre vue de l'église.

La « vieille église » est une fondation du prince Miloš Obrenović construite en 1818. Elle est une des mieux conservées du règne de ce prince et n'a presque rien perdu de son authenticité.
Construite sur la base d'un plan tréflé, elle est de dimensions modestes et, à l'extérieur, elle est sans décoration. Elle a été enduite de mortier aussi bien à l'extérieur qu'à l'intérieur.
L'église abrite une iconostase qui remonte à 1822, peinte par Janja Moler et son entourage. Dans l'église sont également conservés de nombreux objets de valeur, comme une coupe en argent, un disque en argent doré datant de 1879, un antimension (tissu liturgique) de 75 cm sur 64 cm ainsi que de nombreuses icônes.

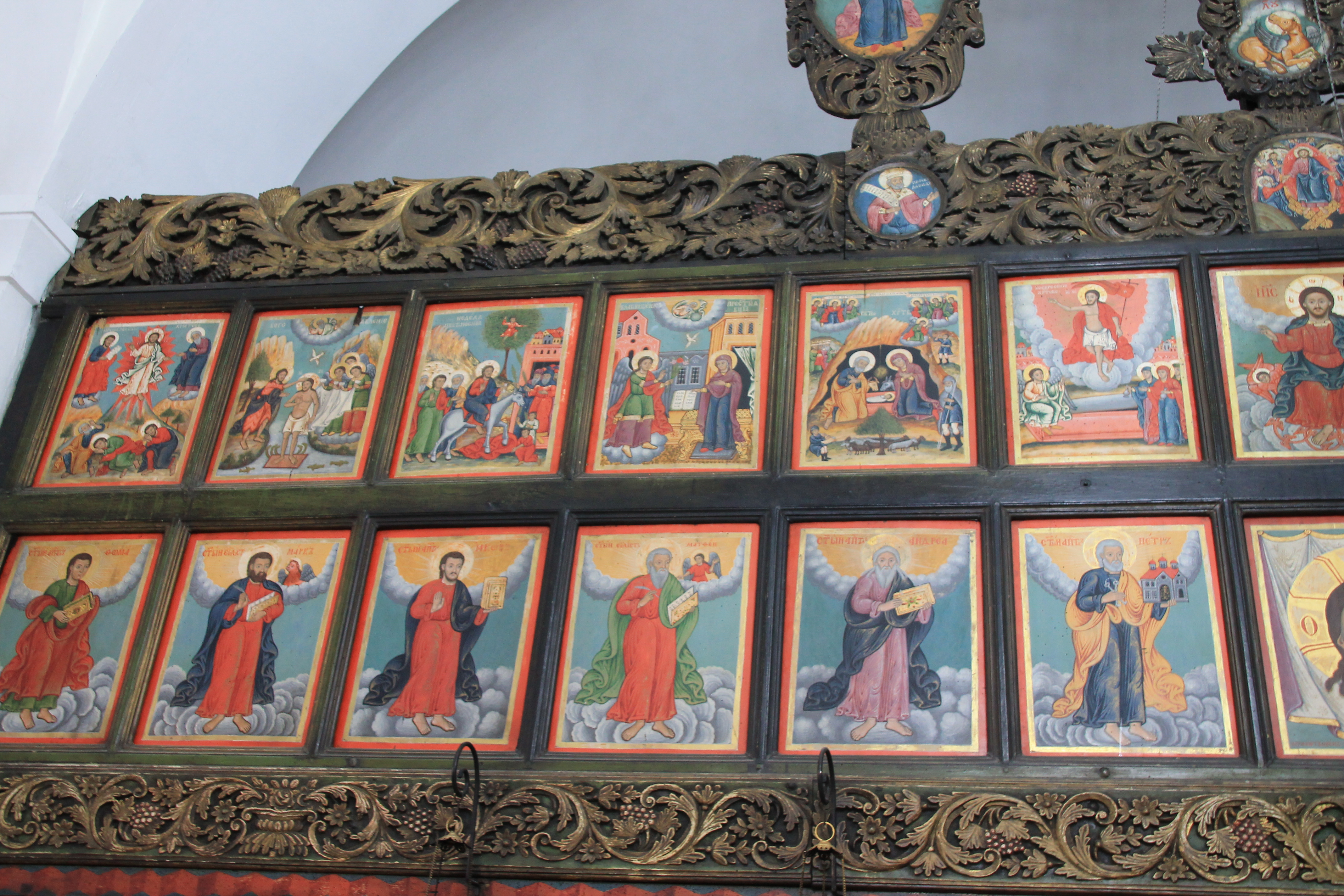
Détail de l'iconostase.
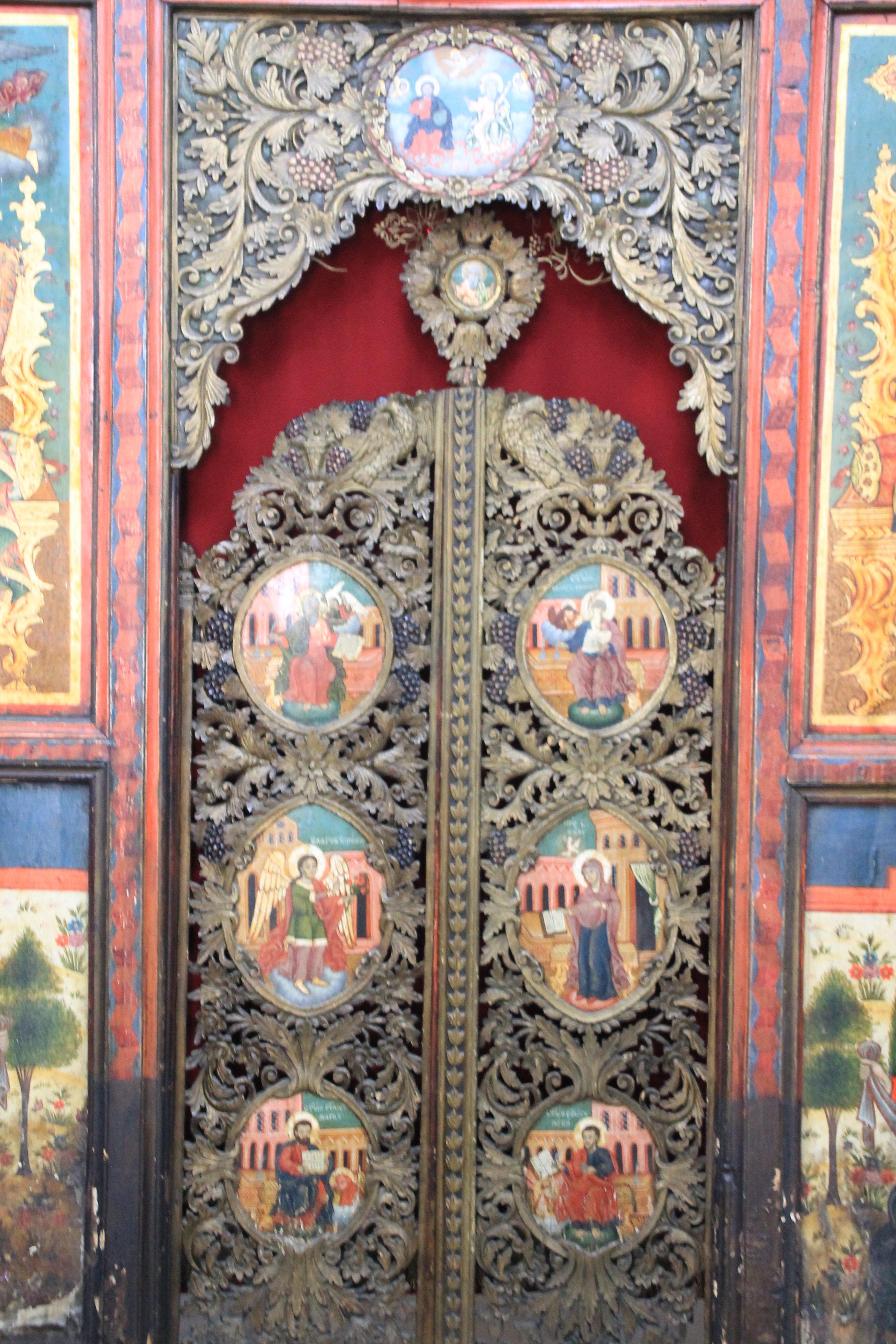
Les portes royales.